# Ватутинки (деревня)
Вату́тинки — деревня в Новомосковском административном округе Москвы  (до 1 июля 2012 года была в составе Ленинского района Московской области). Входит в состав района Троицк. По данным на 2005 год в деревне проживало 57 человек.

## История
Название деревни, предположительно, произошло от некалендарного личного имени Ватута.
В XIX веке село Ватутинки входило в состав Красно-Пахорской волости Подольского уезда. В 1899 году в селе проживало 202 человека, была церковно-приходская школа.

## Расположение
Деревня Ватутинки находится примерно в 11 км к югу от центра города Московский, в 17 км к юго-западу от МКАД и непосредственно граничит с юга и запада с городом Троицком, фактически являясь его окраинной частью. Через деревню проходит Калужское шоссе.

## Достопримечательности
- Владимирская церковь, построенная в середине 2000-х годов[4].
- Памятник жителям, погибшим в Великой Отечественной войне[4].